# Equinor
Equinor (ex Statoil) este o companie petrolieră norvegiană înființată în 1972, (actualmente parte a concernului StatoilHydro), cu un profit de 5,11 miliarde $ în 2005.
1. ↑  Norwegian Centre for Research Data
2. ↑   https://www.lobbyfacts.eu/datacard/equinor-asa?rid=4447605981-76 Lipsește sau este vid: |title= (ajutor)
3. ↑  , Equinor https://www.equinor.com/en/about-us/corporate-executive-committee/anders-opedal.html, accesat în 18 aprilie 2020 Lipsește sau este vid: |title= (ajutor)